# Cryptocephalus transiens
Cryptocephalus transiens es una especie de insecto coleóptero de la familia Chrysomelidae.
Fue descrita científicamente en 1949 por Franz.